# Rodina Donalda Trumpa

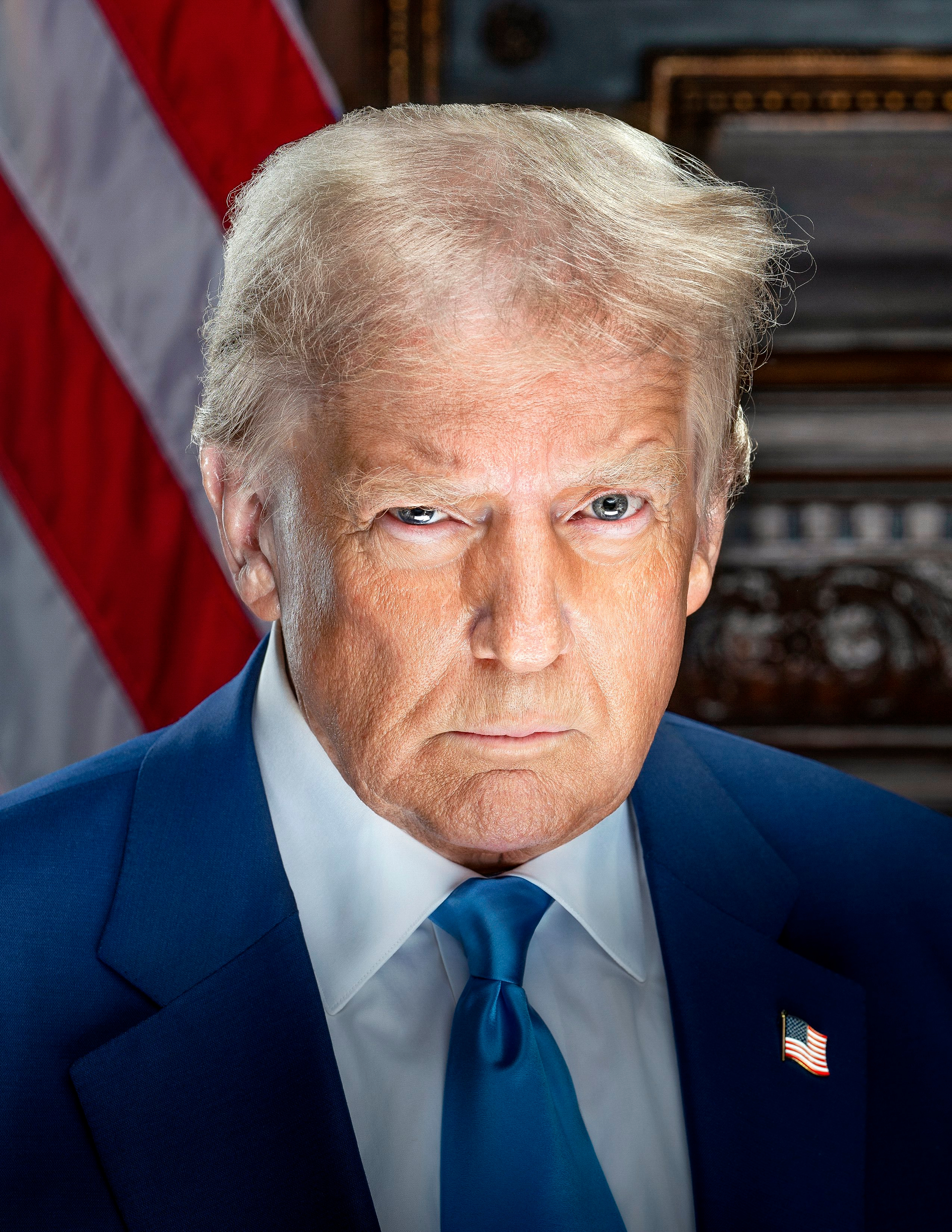
Donald J. Trump

Rodina Donalda Trumpa, 45. a 47. prezidenta Spojených států, je přední americká rodina působící v oblasti politiky, nemovitostí, zábavy a obchodu. Trumpova nejbližší rodina byla první rodinou Spojených států amerických v letech 2017 až 2021 v době jeho prvního prezidentského mandátu a znovu od 20. ledna 2025, kdy byl podruhé uveden do úřadu prezidenta Spojených států amerických. Rodina Donalda Trumpa je součástí širší rodiny Trumpů pocházejících z Německa. Matka Donalda Trumpa Mary Anne MacLeod Trump pocházela z hebridského ostrova Lewis u západního pobřeží Skotska. Donald Trump má pět dětí ze tří manželství.

## Nejbližší příbuzní

### Manželky

#### Ivana Trumpová
Ivana Trumpová byla první manželkou Donalda Trumpa. Pocházela z bývalého Gottwaldova (dnešního Zlína) v Československu (dnešní České republiky). Byla podnikatelkou, bývalou lyžařkou a modelkou. S bývalým prezidentem měla tři děti. Zemřela 14. července 2022 ve svém  manhattanském bytě . Příčinou úmrtí byl smrtelný pád ze schodů .

#### Marla Maplesová
Marla Maplesová byla druhou manželkou Donalda Trumpa. Pochází z Daltonu ve Spojených státech. Je to americká herečka. S Trumpem má jednu dceru Tiffany.

#### Melania Trumpová
Melania Trumpová je současná (třetí) manželka Donalda Trumpa. Pochází z Nového města v bývalé Jugoslávii (dnešního Slovinska). Je bývalá modelka a bývalá návrhářka šperků a hodinek. Byla 45. první dámou USA. Se svým manželem má jednoho syna Barrona.

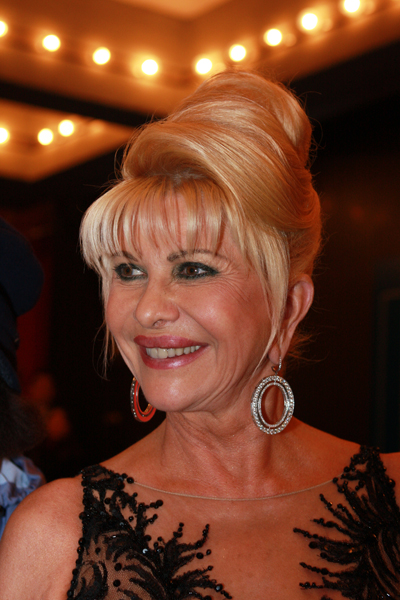
Ivana Trumpová, 1. manželka Donalda Trumpa
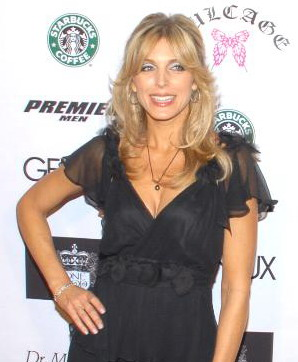
Marla Maplesová, 2. manželka Donalda Trumpa
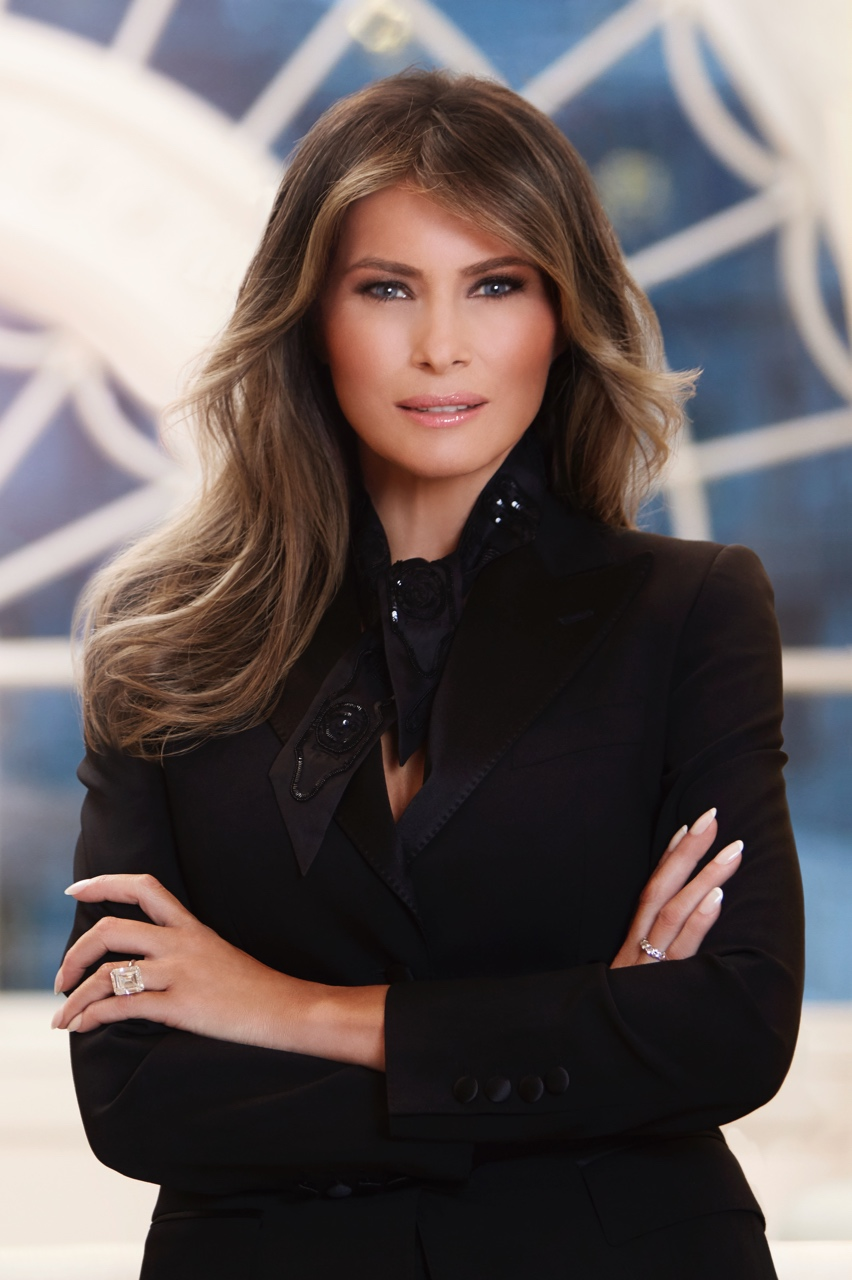
Melania Trumpová, současná manželka Donalda Trumpa

### Děti

#### Donald Trump Jr.
Donald Trump Jr. je nejstarší syn prezidenta Donalda Trumpa, jeho matkou je Ivana Trumpová. Je podnikatelem.

#### Ivanka Trumpová
Ivanka Trumpová je dcera Ivany Trumpové a nejstarší dcera Donalda Trumpa. V současnosti je prezidentovou poradkyní.

#### Eric Trump
Eric Trump je nejmladší syn Ivany Trumpové a nejmladší společný potomek Ivany a Donalda Trumpových. V současnosti je viceprezidentem společnosti The Trump Organization.

#### Tiffany Trumpová
Tiffany Trumpová je nejmladší dcera Donalda Trumpa. Je jediným společným potomkem Marly Maplesové a Donalda Trumpa. V současnosti je internetovou osobností.

#### Barron William Trump
Barron William Trump (* 20. března 2006) je jediný syn Melanie a Donalda Trumpových a je nejmladším potomkem prezidenta Trumpa.

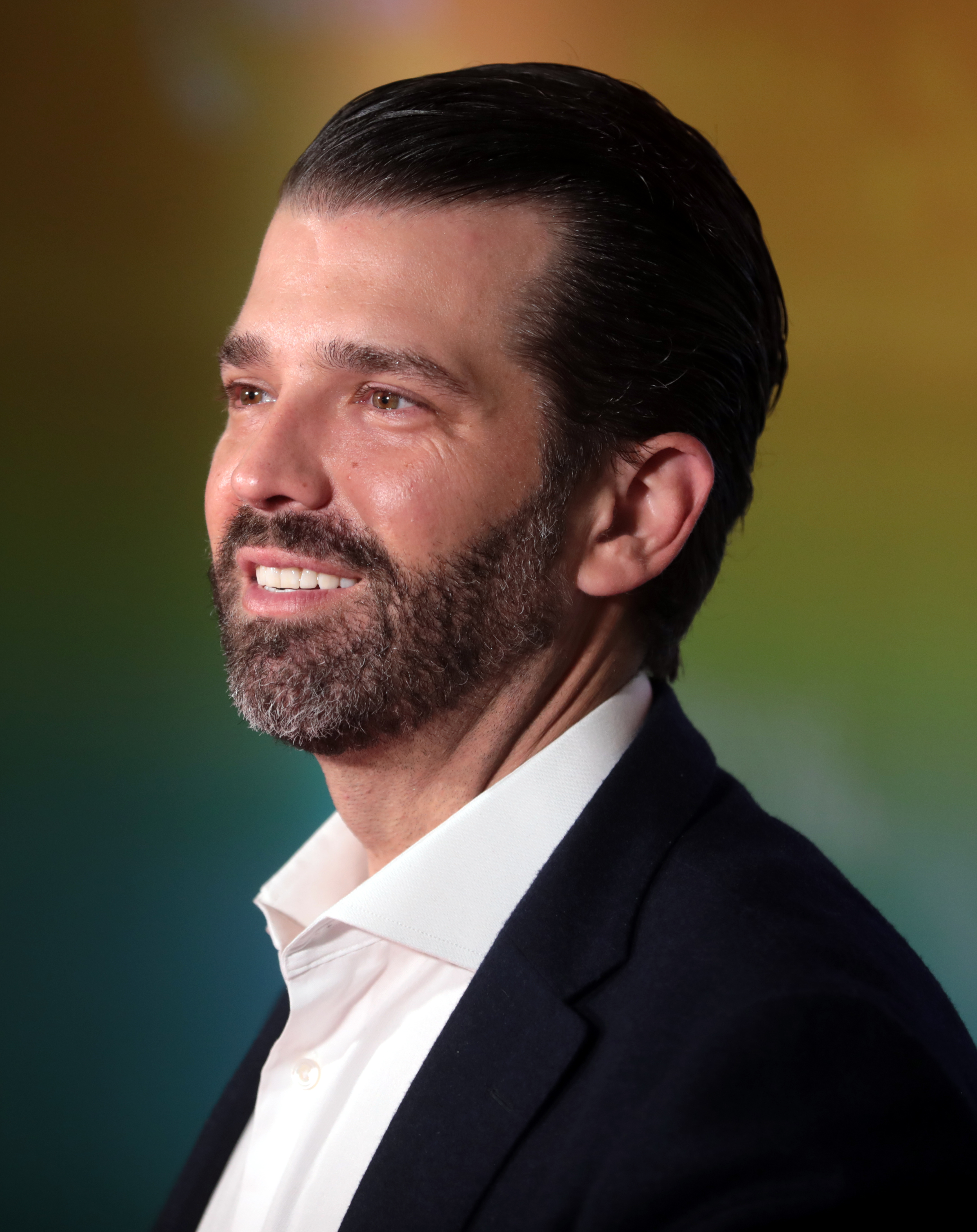
Donald Trump Jr.
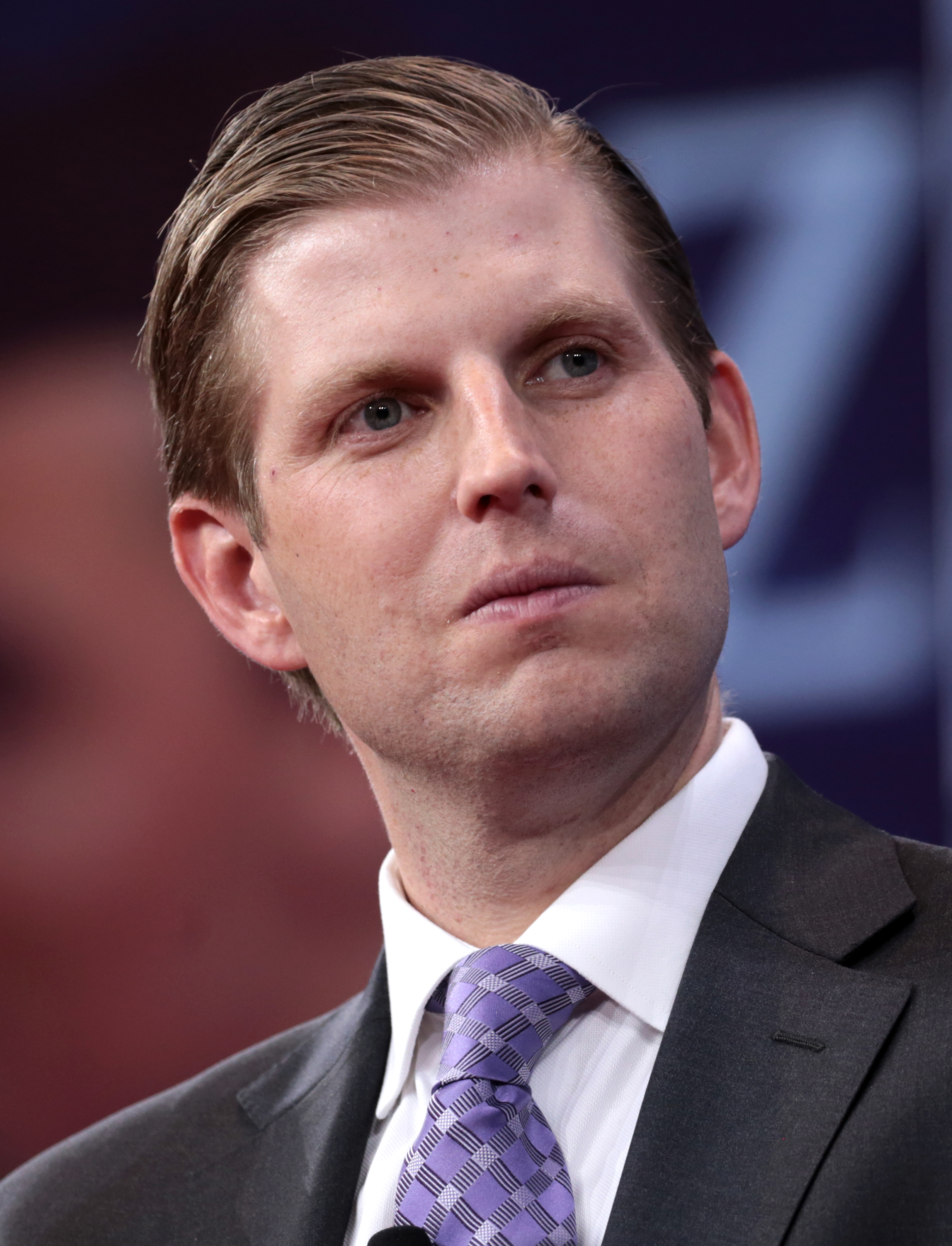
Eric Trump
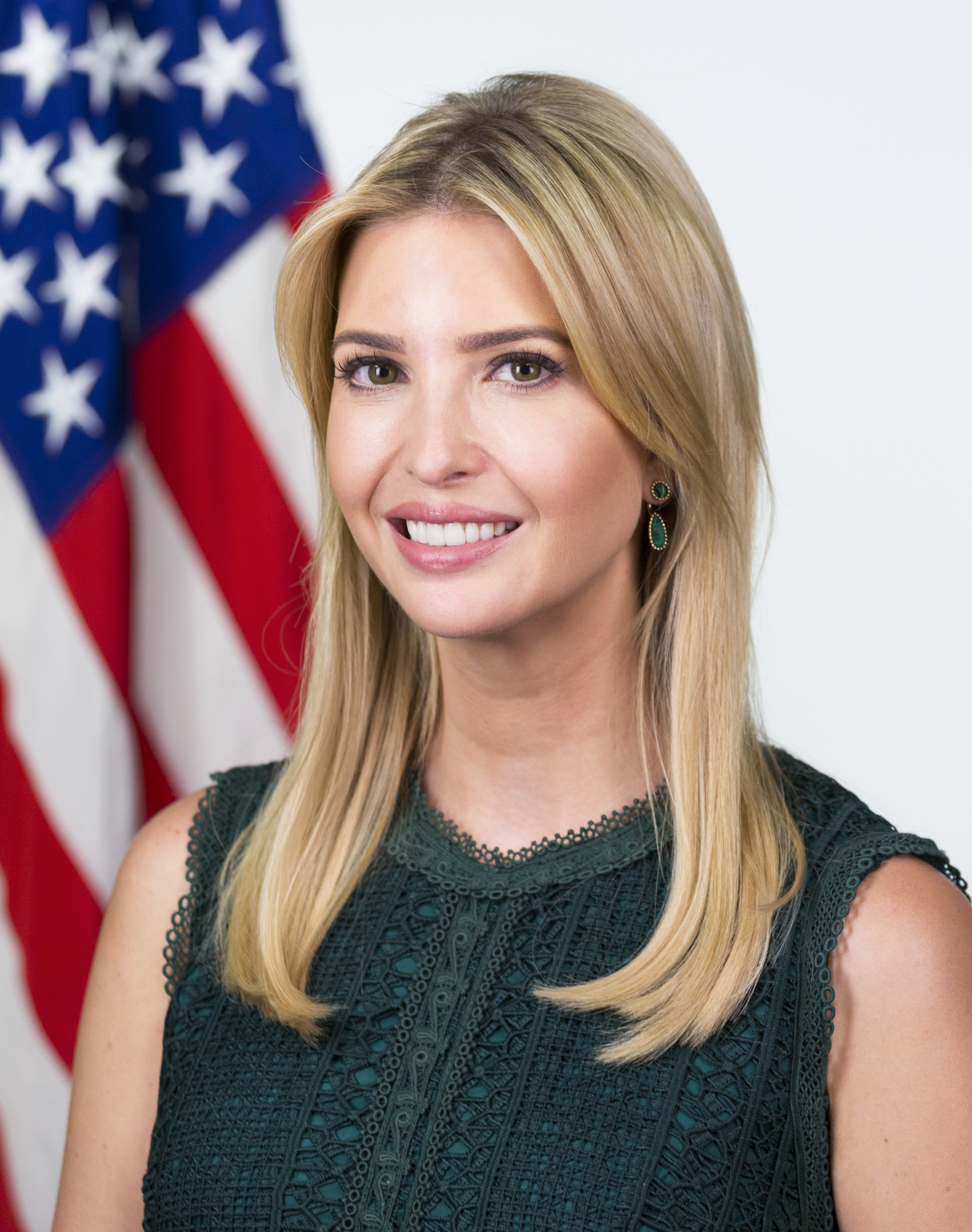
Ivanka Trumpová
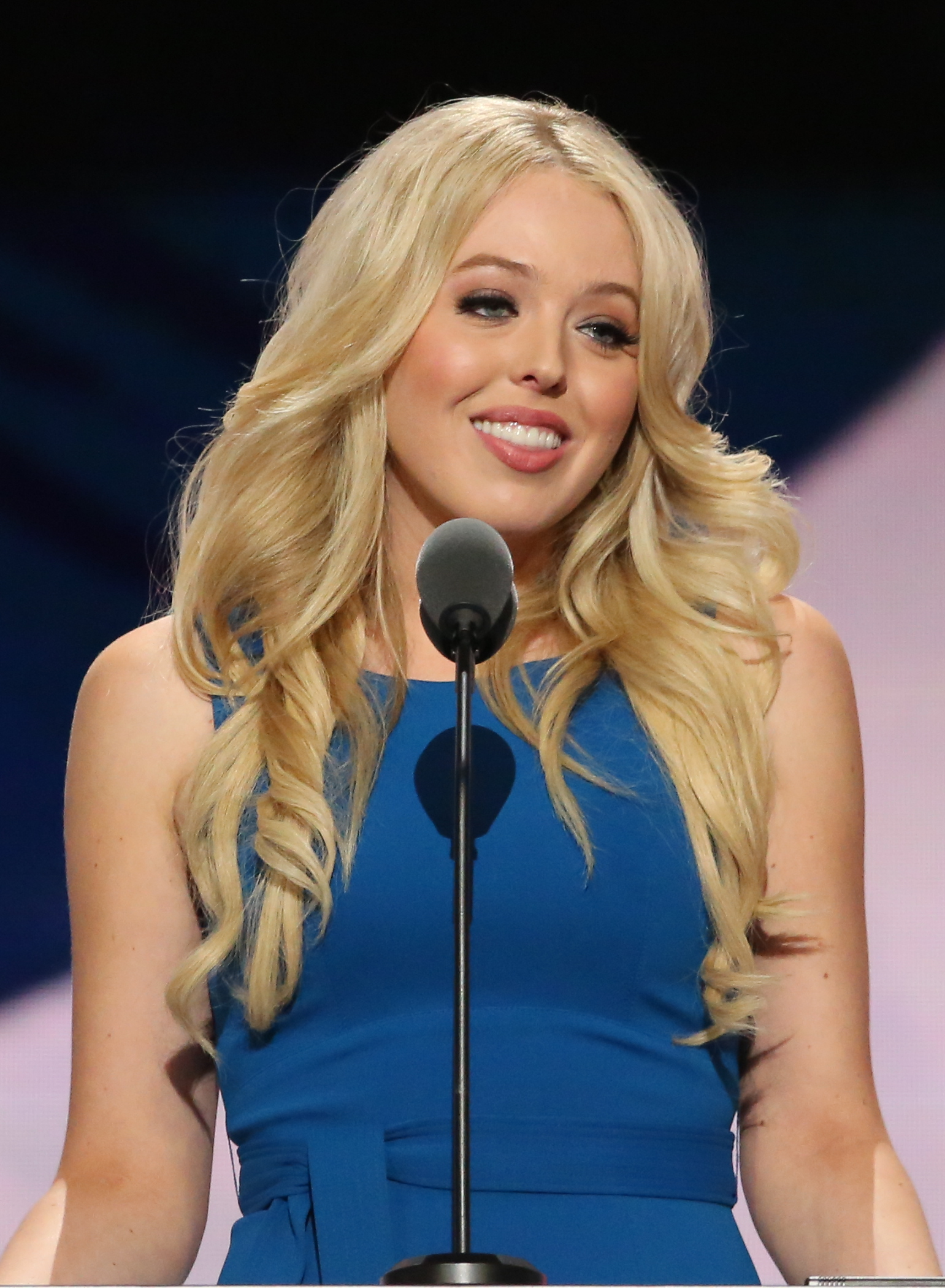
Tiffany Trumpová
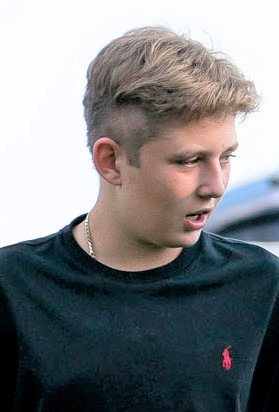
Barron Trump

## Širší příbuzenstvo

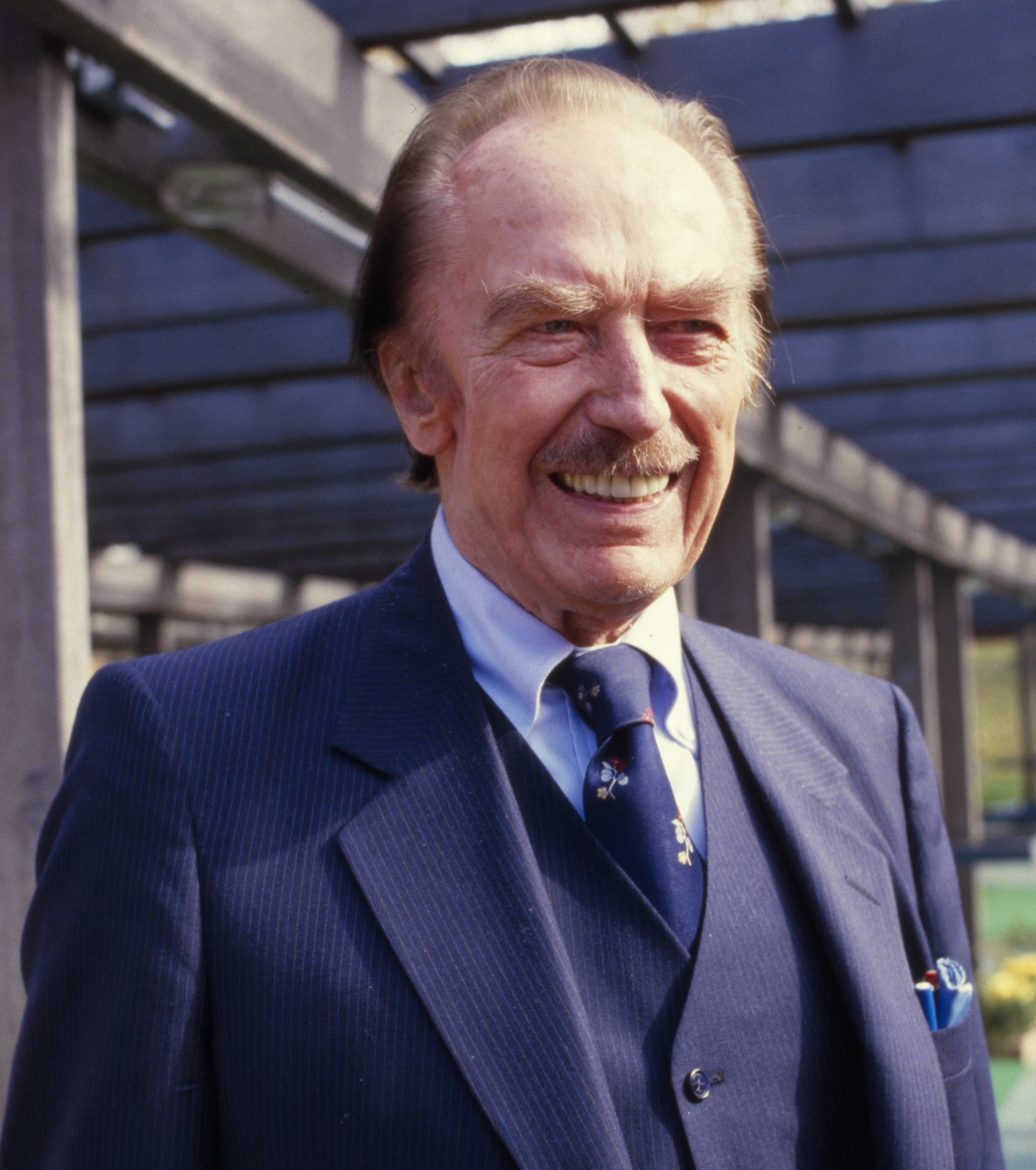
Fred Trump, otec Donalda Trumpa

### Sourozenci
Maryanne Trump Barry
Maryanne Barry (1937–2023) – nejstarší sestra Donalda Trumpa. Byla soudkyní na federálním soudu USA.
Fred Trump Jr.
Frederick „Freddy“ Trump  Jr. (14. října 1938 – 26. září 1981) byl starší bratr Donalda Trumpa, povoláním pilot. 26. září 1981 zemřel ve věku 42 let na infarkt. 
Elizabeth Trump Grau
Elizabeth Trump Grau (nar. 1942) je starší sestra Donalda Trumpa. V roce 1989 se provdala za filmového producenta Jamese Waltera Graua. Pracovala jako administrativní pracovnice v Chase Manhattan Bank.
Robert Trump
Robert Trump (1948–2020) byl mladší bratr Donalda Trumpa. Byl vedoucím pracovníkem společnosti Trump Management Inc.